# Présidence portugaise du Conseil de l'Union européenne en 2000
La présidence portugaise du Conseil de l'Union européenne en 2000 désigne la deuxième présidence du Conseil de l'Union européenne effectuée par le Portugal depuis son adhésion à l'Union européenne en 1986.
Elle fait suite à la présidence finlandaise de 1999 et précède celle de la présidence française du Conseil de l'Union européenne à partir du 1er juillet 2000.